# Tavolo ottico

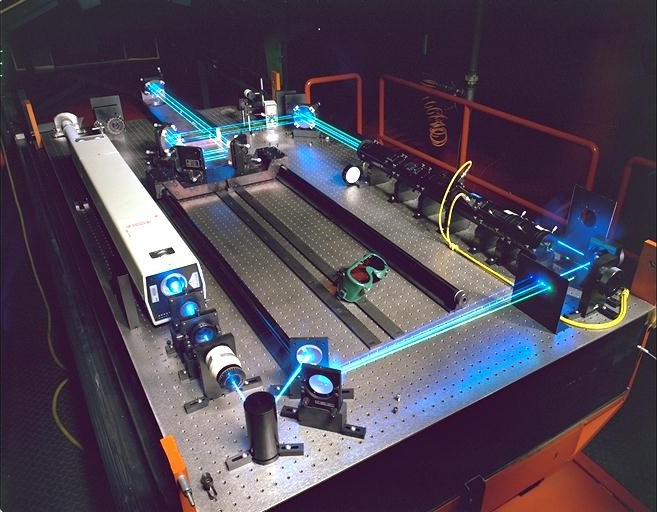
Sistema laser montato su un tavolo ottico

Il tavolo ottico è una piattaforma utilizzata per supportare sistemi per esperimenti di ottica.
Nei sistemi ottici, in particolare quelli che coinvolgono l'interferometria, l'allineamento di ogni componente deve essere estremamente accurato, dell'ordine di una frazione di lunghezza d'onda, di solito poche centinaia di nanometri. Anche piccole vibrazioni o deformazioni della piattaforma sulla quale sono sistemati i vari elementi, potrebbero portare al completo fallimento di un esperimento. Quindi, si richiede un tavolo estremamente rigido che non si muova né si fletta, anche sotto carichi variabili o vibrazioni. La superficie del tavolo deve essere abbastanza piatta, per consentire un contatto ottimale con i supporti dei vari elementi senza dondolii e facilitare il montaggio del sistema ottico.

## Storia e descrizione
I primi tavoli ottici erano generalmente costituiti da una grande lastra di granito finemente lucidato. Il granito è un materiale abbastanza denso da sopprimere fortemente l'ampiezza delle vibrazioni meccaniche ad alta frequenza. Tali tavoli erano molto pesanti e costosi e non sono comunemente disponibili oggi.
I moderni tavoli ottici sono costituiti generalmente da due lamine, una superiore e una inferiore, di acciaio, alluminio o fibra di carbonio, separate da una spessa struttura reticolata a nido d'ape. La superficie di solito ha una griglia di fori filettati che permettono il fissaggio dei vari componenti il sistema ottico. I componenti possono anche essere fissati alla superficie in acciaio con basi magnetiche. Spesso le gambe del tavolo sono dotate di ammortizzatori pneumatici per ridurre le vibrazioni. Per configurazioni ancora più precise, si eliminano i movimenti d'aria e i gradienti di temperatura racchiudendo la superficie e il sistema ottico in una scatola di plastica trasparente come il plexiglas.

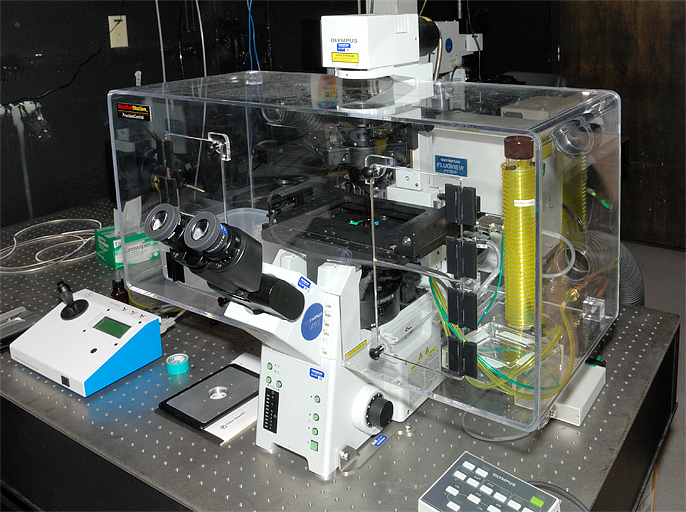
Microscopio confocale sistemato su un tavolo ottico e racchiuso in un box in plexiglas

La velocità del suono nel metallo utilizzato per costruire i moderni tavoli ottici è maggiore rispetto al granito e questo comporta una maggiore frequenza del primo modo normale di vibrazione. Le vibrazioni prodotte sul tavolo al di sotto di questa frequenza non producono una risposta di risonanza, rendendo la configurazione meno sensibile alle vibrazioni da parte di ottiche motorizzate, pompe per l'acqua di raffreddamento, ecc. Dispositivi per lo smorzamento delle vibrazioni possono essere aggiunti ai tavoli ottici durante la loro costruzione. Come per la struttura composita del granito, la combinazione di diversi materiali rigidi con diverse velocità del suono permette di costruire tavoli ottici che sono in grado di smorzare una vasta gamma di vibrazioni. La presenza di fluidi viscosi tra i materiali rigidi del tavolo, incrementa lo smorzamento.
I tavoli ottici generalmente poggiano su supporti a sezione cilindrica di diametro rilevante e che sono dotati al loro interno di un sistema anti-vibrante che può essere passivo o attivo. I supporti passivi sono dotati di un sistema di smorzamento a fluido viscoso o pneumatico. I supporti attivi sono dotati di un sistema pneumatico ad aria compressa che necessita la presenza di un compressore per il funzionamento.

## Basette ottiche
Un'alternativa a una tavola ottica è costituita da una base in metallo massiccio. Alcuni sistemi ottici utilizzano basette realizzato in alluminio massiccio per l'integrazione in seguito con un sistema più grande, con una qualche forma di controllo delle vibrazioni. La maggior parte delle basette ottiche sono costruite con lastre di acciaio, alluminio o fibra di carbonio con struttura a nido d'ape e possono essere posizionate su un tavolo ottico convenzionale. Le basette non sono efficaci come i tavoli ottici, ma pesano di meno e sono adeguate per i piccoli sistemi ottici che non richiedono alti livelli di stabilità meccanica.

## Banco ottico

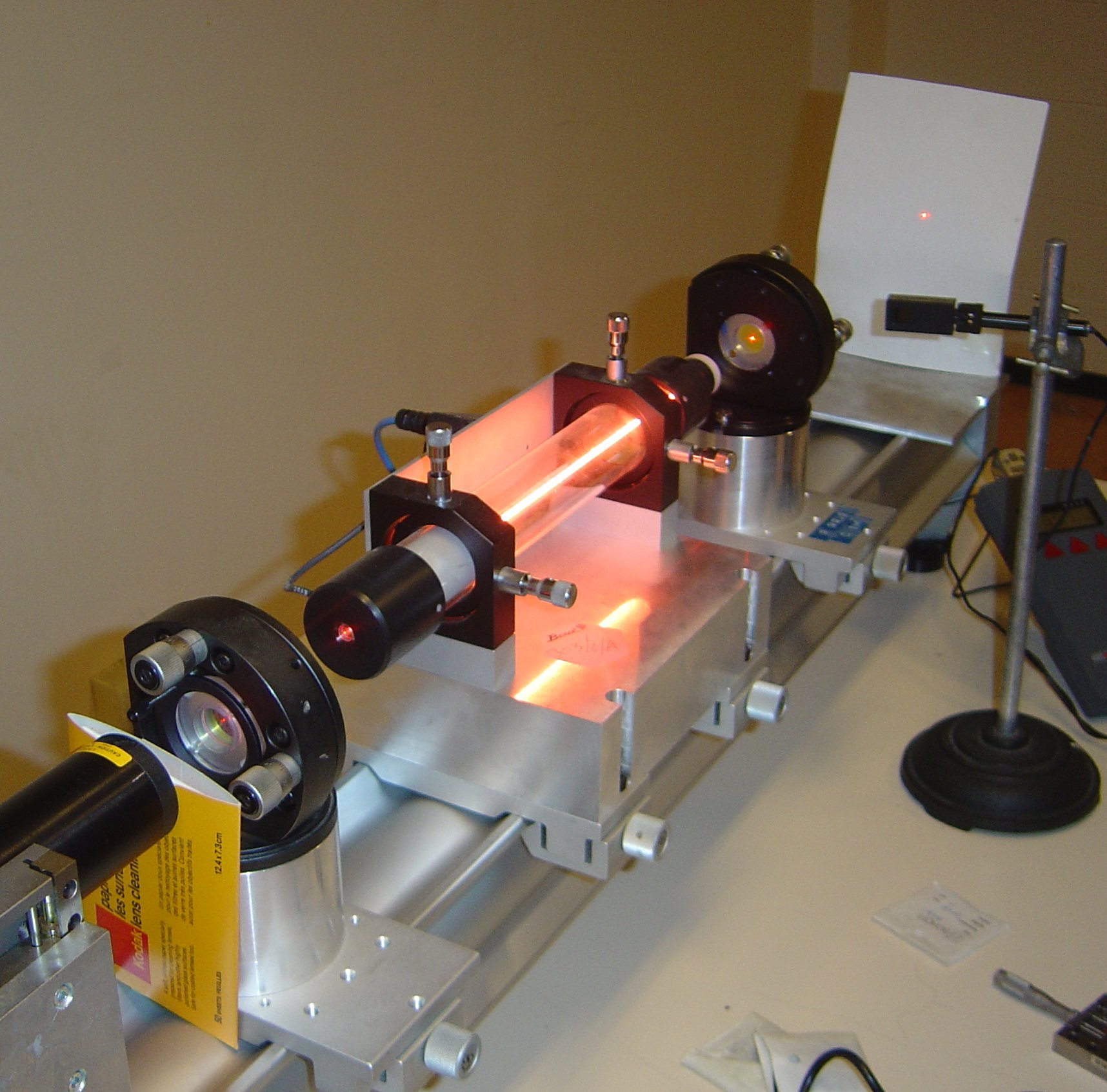
Un laser a elio-neon su un banco ottico

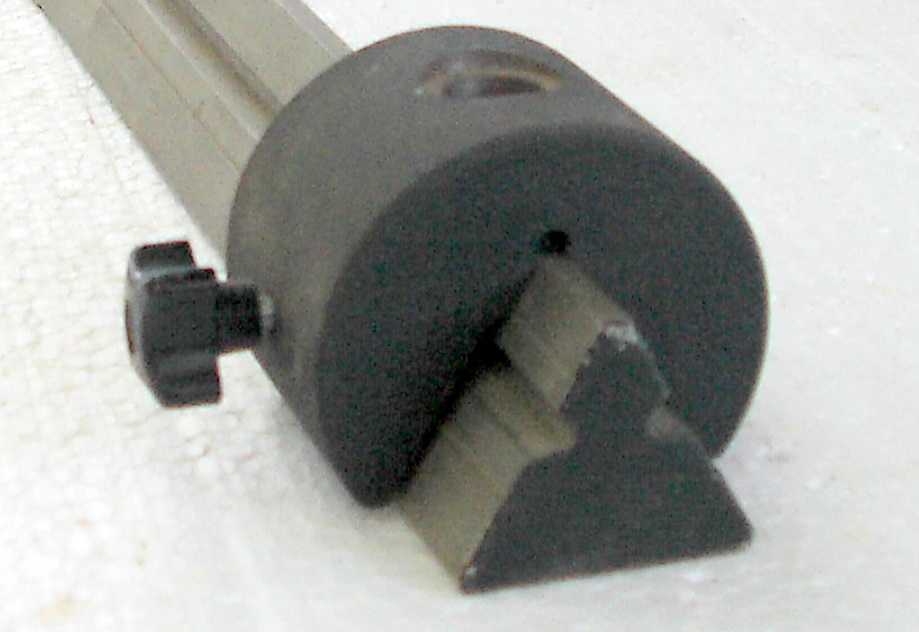
Particolare di banco ottico a sezione triangolare

Per esperimenti didattici, come dimostrazioni in classe volte a studiare e verificare le leggi dell'ottica, è preferibile utilizzare, per motivi pratici ed economici, un banco ottico. Si tratta di un robusto binario rettilineo in acciaio o alluminio sul quale componenti come sorgenti di luce e lenti possono essere fissati e facilmente spostati lungo tutta la lunghezza della guida.